# جون شو (لاعب كريكت بريطاني)
جون شو (1 أكتوبر 1832 - 4 سبتمبر 1912) (بالإنجليزية: John Shaw)‏ هو لاعب كريكت بريطاني.

## وصلات خارجية
- جون شو على موقع إي آس بي آن كريك إنفو (الإنجليزية)